# Kolubara (district)
Pour les articles homonymes, voir Kolubara.
Le district de Kolubara (en serbe : Kolubarski okrug ; en serbe en écriture cyrillique : Колубарски округ) est une subdivision administrative de la république de Serbie. Au recensement de 2011, il comptait 174 228 habitants. Le centre administratif du district de Kolubara est la ville de Valjevo.
Le district est situé à l’ouest de la Serbie. Il tire ses ressources de la métallurgie, de l’agriculture et de l’industrie agroalimentaire.

## Villes et municipalités du district de Kolubara
| Nom      | Superficie (en km²) | Population 2002 | Population 2011 | Statut       |
| -------- | ------------------- | --------------- | --------------- | ------------ |
| Valjevo  | 905                 | 96 761          | 90 301          | Ville        |
| Lajkovac | 186                 | 17 062          | 15 341          | Municipalité |
| Ljig     | 279                 | 14 629          | 12 730          | Municipalité |
| Mionica  | 329                 | 16 513          | 14 263          | Municipalité |
| Osečina  | 319                 | 15 135          | 12 571          | Municipalité |
| Ub       | 456                 | 32 104          | 29 022          | Municipalité |
| Total    | 2 474               | 192 204         | 174 228         |              |

## Autre
Le district de Kolubara se distingue par un certain nombre de monuments : le Palais de Muselim, un exemple d’architecture turque du XIIIe siècle, la tour des Nenadovic, construite en 1813 par le prince Janko, l’église de Valjevo, construite en 1838 et qui offre un rare exemple de classicisme monumental en Serbie.

## Culture
Cette région se distingue par ses monuments historiques et culturels: le palais de Muselim, exemple typique de l'architecture turque construite au XIIIe siècle, la tour de la famille Nenadovic, construite en 1813 par le duc Janko, l'église de Valjevo datant de 1838 est un exemple rare de construction monumentale de style classique en Serbie.